# 2010 RX30
2010 RX30是由亚利桑那大学的卡特林那巡天系统在2010年9月5日发现的小型阿登型小行星。2010年9月8日协调世界时09:51，它在日本上空距离地球表面248000千米的地方（月球轨道以内）掠过地球。
NASA估计这颗小行星的直径约为12米，重量约为2500吨。